# Nike Tech
Nike Tech (gestileerd als NIKE TECH)  is een lied van de Nederlandse rapper Ashafar in samenwerking met de rappers Mula B, Josylvio, 3robi en JoeyAK. Het werd in 2021 als single uitgebracht en stond in hetzelfde jaar als tiende track op het album Etappes van Ashafar.

## Achtergrond
Nike Tech is geschreven door Bryan du Chatenier, Zakaria Abouazzaoui, Hicham Gieskes, Joost Theo Sylvio Yussef Abdelgalil Dowib, Anass Haouam en Joel Hoop en geproduceerd door Trobi. Het is een nummer uit het genre nederhop. De titel is een verwijzing naar de kledinglijn Nike Tech Fleece van kledingmerk Nike. In het nummer zingen de rappers over hun leven en hoe ze zich gedragen en kleden. De single is de voorloper van het album Etappes welke in november 2021 werd uitgebracht. De single heeft in zowel Nederland als in Vlaanderen de gouden status.

## Hitnoteringen
De rappers hadden verschillend succes met het lied in de hitlijsten van het Nederlands taalgebied. In de Single Top 100 kwam het tot de elfde plaats en was het vijftien weken te vinden. Er was geen notering in de Nederlandse Top 40, maar het kwam tot de achtste plaats van de Tipparade. Het kwam ook niet tot de Vlaamse Ultratop 50; hier piekte het op de tiende plaats van de Ultratip 100.